# Nu știi tu să fii bărbat
„Nu știi tu să fii bărbat” este un cântec al cântăreței de origine moldovenească Irina Rimes. Melodia a fost creată de Irina alături de Alex Cotoi și Costin Bodea. Piesa a fost lansată împreună cu un videoclip pe 15 noiembrie 2018 și este inclusă pe cel de-al doilea album de studio al interpretei, Cosmos (2018).
În calitate de jurat al emisiunii-concurs Vocea României (sezonul 8), Rimes a cântat piesa „Nu știi tu să fii bărbat” în marea finală a spectacoului alături de  concurenta sa, Dora Gaitanovici. Melodia a urcat rapid până pe locul 9 în topul celor mai difuzate melodii din România.

## Clasamente
| Țară (clasament)    | Poziția maximă | Referință |
| ------------------- | -------------- | --------- |
| Airplay Top 100     | 9              | [ 3 ]     |
| MediaForest (radio) | 8              | [ 4 ]     |
| MediaForest (TV)    | 2              | [ 4 ]     |
| MediaForest (anual) | 70             | [ 5 ]     |